# Flers (Orne)
Flers település Franciaországban, Orne megyében. Lakosainak száma 14 308 fő (2022. január 1.). Flers Athis-Val de Rouvre, Aubusson, La Chapelle-au-Moine, La Chapelle-Biche, La Lande-Patry, Messei, Saint-Georges-des-Groseillers, Saint-Paul és La Selle-la-Forge községekkel határos.

## Népesség
A település népességének változása:
| Lakosok száma | 14 761 | 14 852 | 15 196 | 14 734 | 14 779 | 14 762 | 14 589 | 14 482 | 14 308 |
|               | 2013   | 2015   | 2016   | 2017   | 2018   | 2019   | 2020   | 2021   | 2022   |

## Híres emberek
- itt született Patrice Lecornu (1958–2023) válogatott francia labdarúgó, edző